# 刘齐
大齊（1130年9月1日—1138年1月1日），史称劉齊或伪齐，是金朝滅亡北宋后在中原扶植的傀儡政權，皇帝为劉豫。
1126年—1127年靖康之变后，開封被金朝軍隊攻破，北宋結束。宋钦宗之弟、康王趙構南逃并称帝，建立南宋。趙構命劉豫為濟南知府，兼掌守備。1128年，金軍攻入，刘豫殺死抗金守將关胜後投降。
当時，金朝在京東東路、京東西路、京西南路、京西北路展開军事行动，在原北宋統治地区还没有直接統治漢人的信心。1129年三月，金朝命刘豫移居東平府，为京東西淮南等路安撫使，管理大名府、开德府、德州、濮州、滨州、博州、棣州、滄州。
金天会八年七月廿七丁卯（1130年9月1日），金朝朝廷派遣大同尹高庆裔、知制诰韩昉册封刘豫为皇帝，國號“大齐”，国都定在原北宋的北京大名府。同年九月初九戊申（1130年10月12日），刘豫正式即位为皇帝，年號奉金朝正朔，為天會八年。生母翟氏为皇太后，妾錢氏為皇后。十一月，改元阜昌元年。
1131年，劉豫子劉麟为尚書左丞諸路兵馬大总管。1132年金将陕西也给了劉齐，迁都汴京（開封）。設尚书省六部，实行徵兵制，施行十分之一税，定法律，鑄阜昌通寶钱、發行交鈔。
金朝元帥府使蕭慶赴汴京，劉豫将宋軍内情——韩世忠、劉光世的布防詳细報告给金軍。后来，宋金战争膠着状態的时候、金朝认为刘豫利用价值降低。1137年，劉豫的后台完顔宗翰倒台。金熙宗於天会十五年十一月十八丙午（1138年1月1日）废刘豫为蜀王并且废除劉齐，将刘豫一家迁至上京临潢府。